# Мифологическая живопись

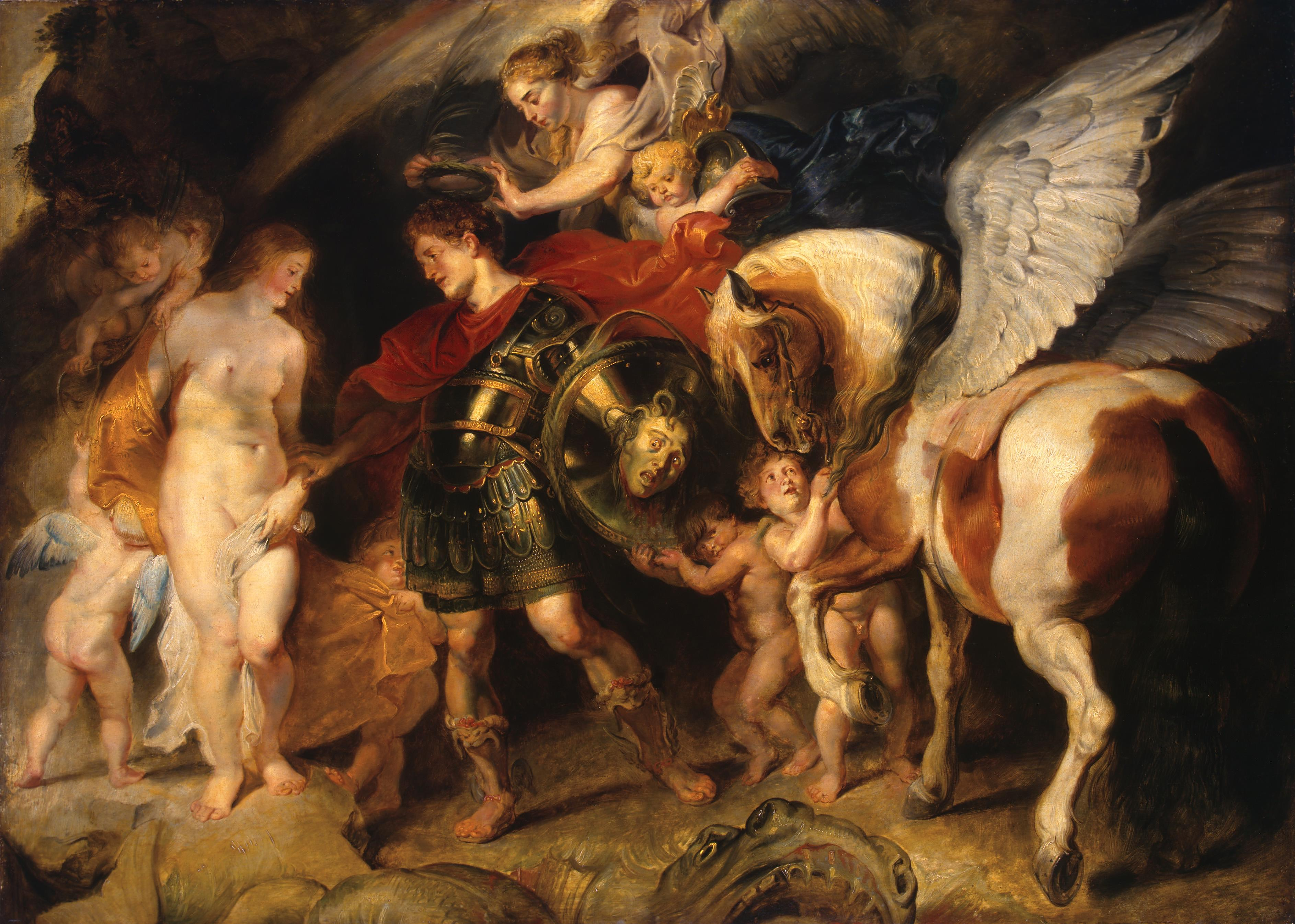
Питер Пауль Рубенс — «Персей освобождает Андромеду», 1622

Мифологическая живопись (от фр. mythologique) — раздел изобразительного искусства, в котором основой для сюжета произведений служат древние сказания, легенды, предания или сказки разных народов. Такое изображение может быть реалистичным или воображаемым автором. Примерами мифологического жанра живописи являются изображения богов, воинов, героев и других мифологических существ.

## История
Ещё с древности живопись играла большую роль в жизни человека. Мифологическая живопись одна из наидревнейший жанров живописи. Она зародилась ещё в Античности, в Древней Греции. Это были изображение Древнегреческих богов, а также различных героев. Многие художники изображали богов и героев мифов в скульптурных работах, мозаиках, каменных или деревянных дощечках. Позже уже и в Древнем Риме начали изображать богов, героев и животных из мифов. Чаще всего в виде скульптур. Спустя множества столетий европейские художники изображали греческих, римских, славянских богов и героев. В наше время, мы можем увидеть немало образцов мифологической живописи, как и древние, так и образцы XX века.
В число известных художников, которые писали свои картины в этом жанре входят:
- Андреа Мантенья(Andrea Mantegna),
- Джорджоне (Giorgione),
- Рафаэль (Raffaello),
- Тициан (Tiziano),
- Рембрандт (Rembrandt),
- Паоло Веронезе (Paolo Veronese), и другие.

## Галерея

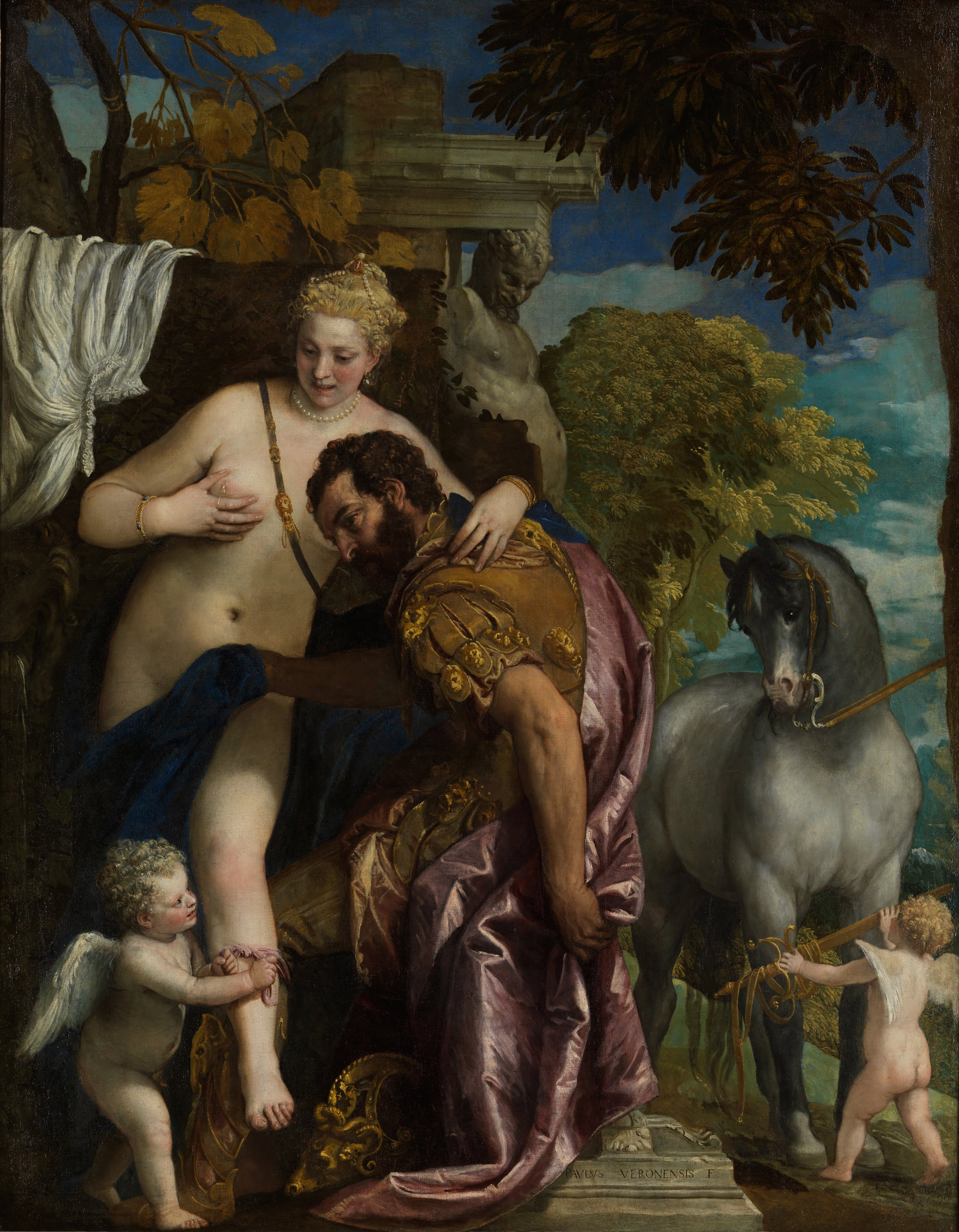
«Венера и Марс» 1570 года. Паоло Веронезе
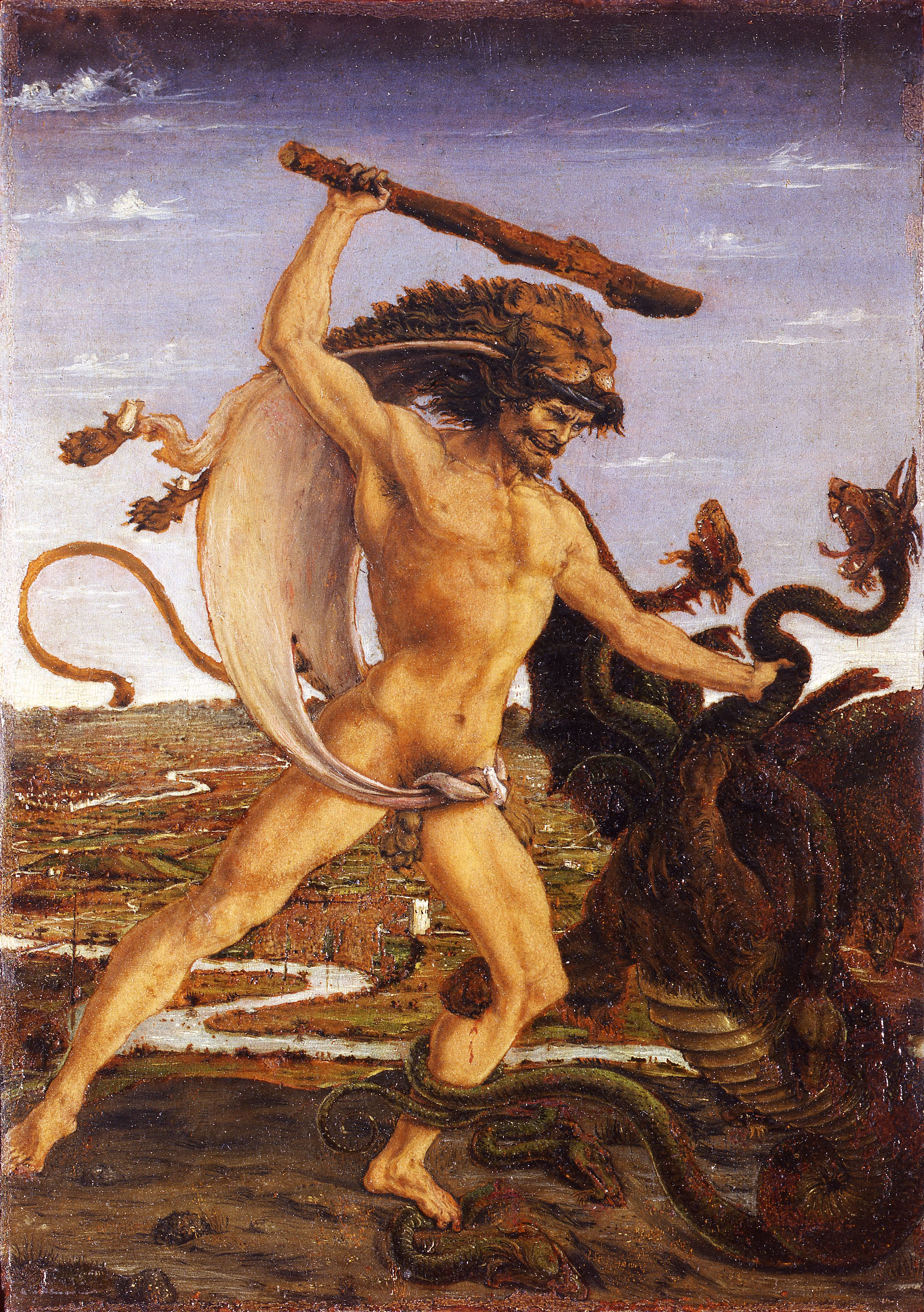
«Геракл и Гидра» 1475. Антонио дель Поллайоло